# آیلا ویستا (کالیفرنیا)
ایسلا ویستا، کالیفرنیا (به انگلیسی: Isla Vista, California) یک محله در ایالات متحده آمریکا است که در شهرستان سانتا باربارا، کالیفرنیا واقع شده‌است.

## خصوصیات
ایسلا ویستا ۴٫۸۳۳ کیلومترمربع مساحت و ۲۳٬۰۹۶ نفر جمعیت دارد و ۱۴ متر بالاتر از سطح دریا واقع شده‌است.